# Премія Чеслі
Премія Чеслі (англ. Chesley Awards)  — нагорода за мистецтво в жанрі наукової фантастики та фентезі. Заснована в 1985 році Асоціацією митців наукової фантастики та фентезі, ця премія відзначає індивідуальні художні роботи та досягнення за певний рік. Спочатку премія Чеслі називалася ASFA Awards, але пізніше була перейменована на честь відомого астрономічного художника Чеслі Боунстела після його смерті у 1986 році. Премія вручається щорічно, зазвичай на Всесвітньому науково-фантастичному конвенті (Worldcon).

## Категорії премії Чеслі
- Премія Чеслі за найкращу ілюстрацію обкладинки для книги з палітуркою
- Премія Чеслі за найкращу ілюстрацію обкладинки для книги в м'якій обкладинці
- Премія Чеслі за найкращу ілюстрацію обкладинки для журналу
- Премія Чеслі за найкращу внутрішню ілюстрацію
- Премія Чеслі за найкращу ілюстрацію на ігрову тематику
- Премія Чеслі за найкращу ілюстрацію продукту
- Премія Чеслі за найкращу неопубліковану кольорову роботу
- Премія Чеслі за найкращу неопубліковану монохромну роботу
- Премія Чеслі за найкращий тривимірний твір
- Премія Чеслі за найкращому артдиректору
- Премія Чеслі за мистецькі досягнення
- Премія Чеслі за внесок у ASFA (до 2006 року)

## Результати премії Чеслі
Переможці нагороди перераховані на веб-сайті ASFA тут: https://asfa-art.com/the-chesley-awards/past-winners/